# Kostel Zvěstování Panny Marie (Živanice)
Kostel Zvěstování Panny Marie je pozdně gotický římskokatolický filiální kostel, který se nalézá na návsi obce Živanice v okrese Pardubice. Stavba kostela pochází z poslední čtvrti 15. století, s renesanční předsíní a nástavbou věže z období historismu okolo roku 1866. Jedná se o vysoce autentickou stavbu s ojedinělým sanktuářem a klenebními konzolami v presbytáři.
Kostel Zvěstování Panny Marie je nemovitá kulturní památka. Národní památkový ústav tento kostel uvádí v katalogu památek (rejstříkové číslo ÚSKP 22423/6-2184). 

## Historie
Kostel Zvěstování Panny Marie v Živanicích se poprvé uvádí roku 1330 jako farní, vlastním plebánem opatřený, mezi kostely odstoupenými biskupství litomyšlskému. Fara, patřící ke kostelu, byla v husitských válkách zbavena duchovního správce a v roce 1567 zanikla. Od roku 1650 patří kostel jako filiální k Bohdanči.
V roce 1677 se uvádí následující vybavení kostela: dva kalichy stříbrné, jeden cínový, cínový koflík, monstrance mosazná, pět svícnů mosazných, křtitelnice cínová a čtyři zvony. 

## Popis kostela
Kostel je jednolodní, orientovaný, presbytář je čistě gotický, tvořící nepravidelný pětistěn, jeho žebra se sbíhají nahoře ve dva medailony, první s vytesaným beránkem a knihou, druhý s rybou, kterou drží anděl. Konzoly žeber představují lidské tváře. 
Okna v presbytáři mají kružby čistě gotické. Loď má vnitřek ve slohu copovém.
Hlavní oltář je gotický, s krásnou skládací archou (uvnitř je socha Panny Marie s Ježíškem na ruce), pravé křídlo má obraz světice s korunou, levé sv. Alžběty s Pannou Marií. Na vnější straně křídel je Zvěstování Panny Marie. Ve zdi je gotický sanktuář s dvířky.
Dva postranní oltáře z hořického pískovce a skládacími obrazy představují na straně evangelia sv. Josefa s Pannou Marií na pravém a neznámou světicí na levém křídle, na straně epištolní je sv. Václav a Zvěstování Panny Marie. Obrazy opravil ak. malíř Josef Papáček z Chrudimi. 
Kostelní věž je jehlancovitá a obsahuje tři zvony:
- první bez letopočtu, litý Ondřejem Ptáčkem.
- za Albrechta Pfferfferkorna z Ottopachu, písaře sirotčího na Pardubicích,
- z r. 1692 od zvonaře Martina Exnera.

## Galerie

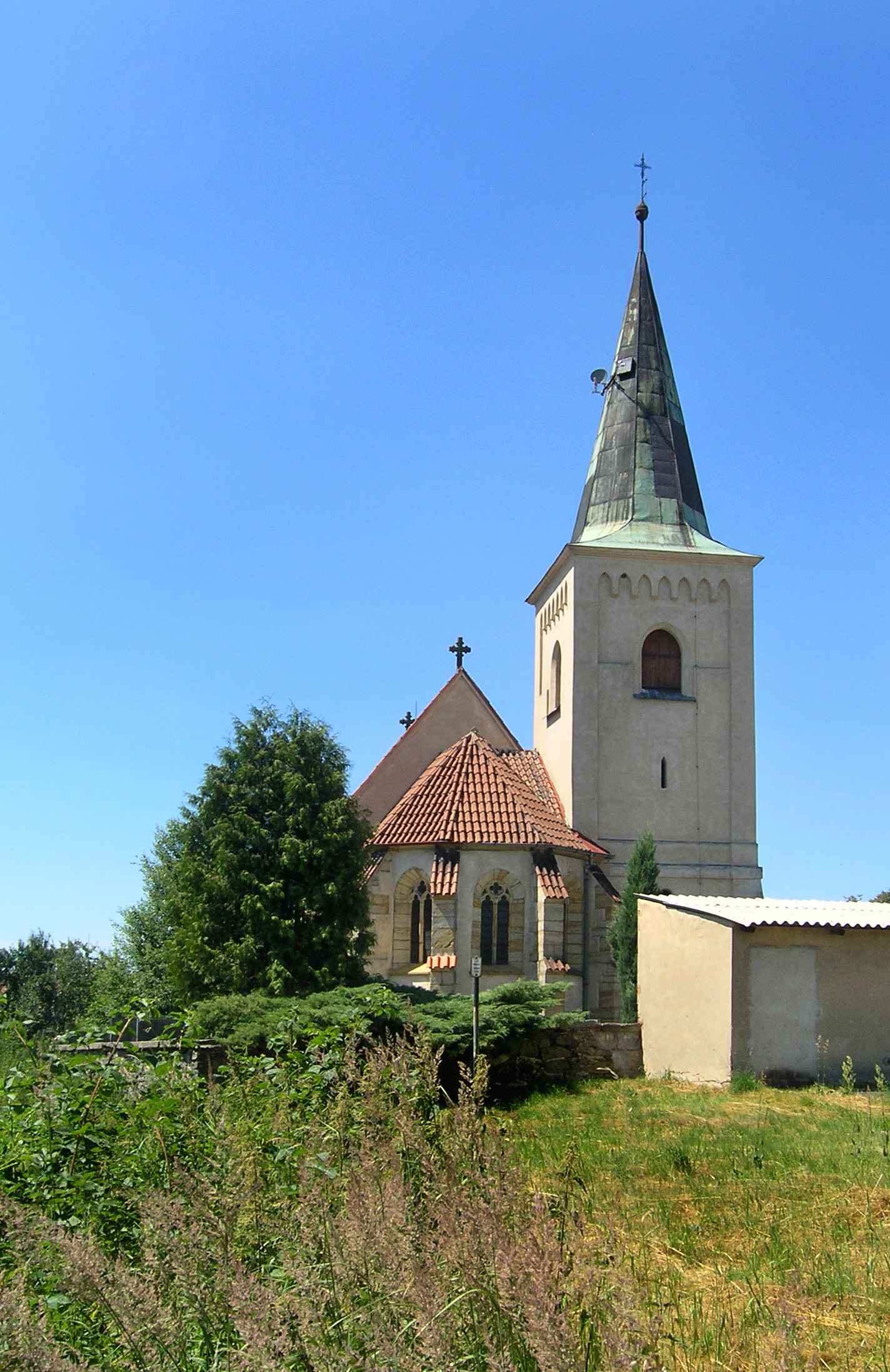
Kostel Zvěstování Panny Marie v Živanicích
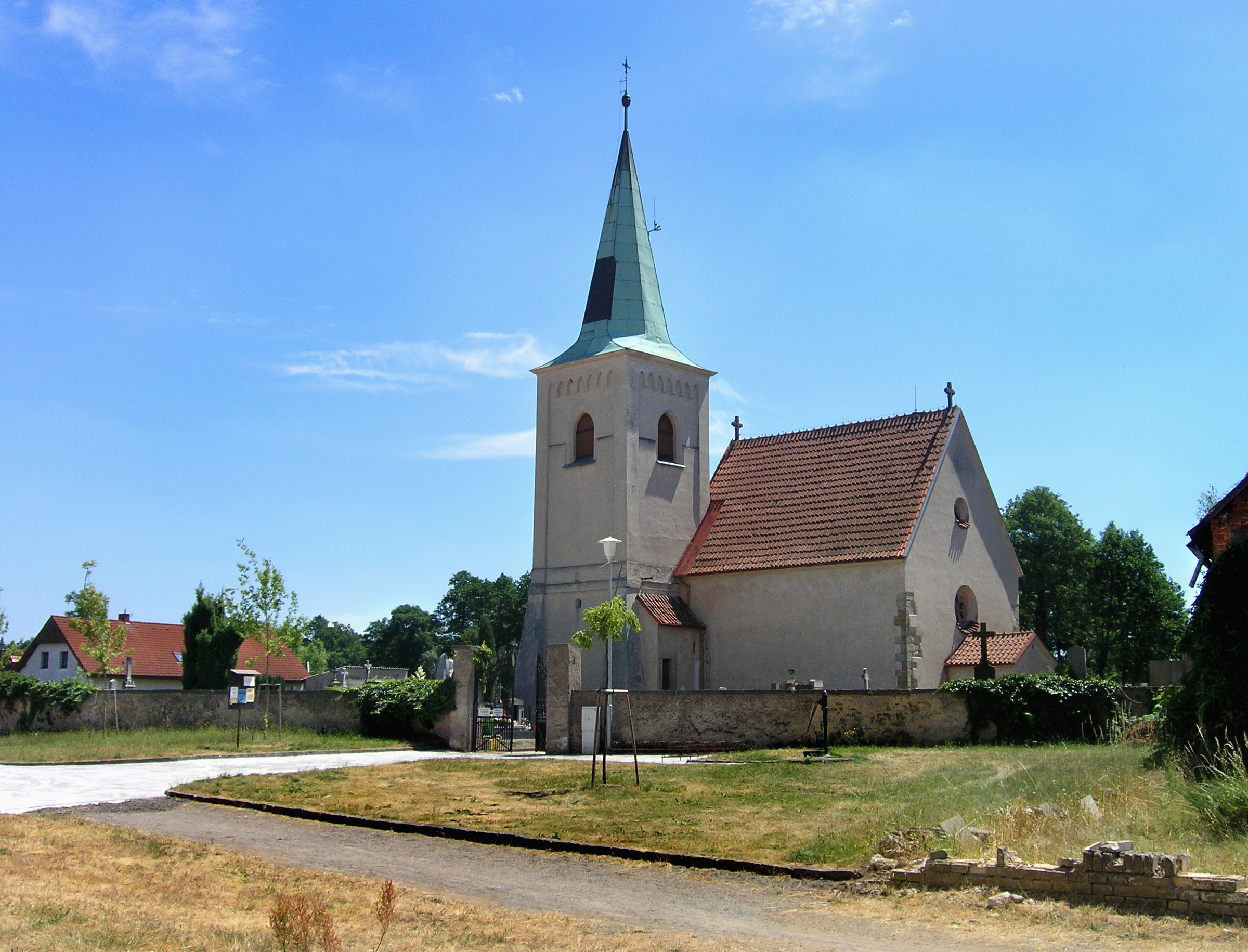
Kostel Zvěstování Panny Marie v Živanicích